# Lithophane bethunei
Lithophane bethunei är en fjärilsart som beskrevs av Augustus Radcliffe Grote och Robinson 1868. Lithophane bethunei ingår i släktet Lithophane och familjen nattflyn. Inga underarter finns listade i Catalogue of Life.